# Кім Син Гю
Кім Син Гю (кор. 김승규, 金承奎, нар. 30 вересня 1990, Ульсан) — південнокорейський футболіст, воротар клубу «Віссел» (Кобе) та національної збірної Південної Кореї.

## Клубна кар'єра
Вихованець клубу «Ульсан Хьонде», в складі якого і розпочав дорослу кар'єру. У сезоні 2012 року став з командою переможцем Ліги чемпіонів АФК, хоча і був дублером Кім Йон Ґвана. З наступного сезону став основним воротарем клубу і того ж року увійшов до символічної збірної К-ліги 2013 року. У наступних двох сезонах також був основним воротарем команди. Загалом взявши участь у 110 матчах чемпіонату за рідний клуб. 
На початку 2016 року перейшов у японський «Віссел» (Кобе). Станом на 29 жовтня 2017 року відіграв за команду з Кобе 65 матчів в національному чемпіонаті.

## Виступи за збірні
2007 року дебютував у складі юнацької збірної Південної Кореї, взяв участь у 3 іграх на юнацькому рівні.
2009 року залучався до складу молодіжної збірної Південної Кореї. На молодіжному рівні зіграв у 4 офіційних матчах.
14 серпня 2013 року дебютував в офіційних матчах у складі національної збірної Південної Кореї в товариській грі проти Перу (0:0), збергіши свої ворота «сузими». 
2014 року був включений до заявки збірної на тогорічний чемпіонат світу у Бразилії як дублер Чон Сон Рьона. Він не грав перші дві ігри, але після невдалого виступу Чон Сон Рьона у матчі проти Алжиру, Кім Син Гю вийшов у воротах на матч третього туру проти Бельгії. Корея програла цю гру 1:0 і не вийшла з групи. Незважаючи на це Кім був високо оцінений фанатами  і після Чемпіонату світу став основним воротарем національної збірної Південної Кореї. Восени того ж року у складі збірної Кореї U-23 взяв участь в Азійських іграх 2014 року. Кім допоміг своїй команді отримати золоту медаль змагань вперше за 28 років і не пропустив жодного м'яча у шести матчах, в яких він грав.
На початку наступного року у складі національної збірної брав участь у Кубку Азії 2015 року в Австралії, допомігши команді здобути срібні нагороди турніру. А вже влітку виграв з командою Кубок Східної Азії 2015 року.
У травні 2018 року потрапив у заявку збірної на чемпіонат світу 2018 року у Росії, втім був дублером Чо Хьон У.
Наразі провів у формі головної команди країни 33 матчі.

## Досягнення
- Володар Ліги чемпіонів АФК: 2012
- Переможець Азійських ігор: 2014
- Бронзовий призер Азійських ігор: 2010
- Володар Кубка Східної Азії: 2015, 2019
- Срібний призер Кубка Азії: 2015

### Індивідуальні
- У символічній збірній К-ліги: 2013